# A30 (autoestrada)
O IC2 - Sacavém–Santa Iria da Azóia é uma via rápida portuguesa com perfil de autoestrada. A numeração A30 está reservada caso esta estrada venha a ser convertida numa autoestrada. Este troço corresponde aos primeiros quilómetros do   IC 2 , à saída de Lisboa. Tem início em Moscavide, no final da Avenida Infante Dom Henrique, fazendo um nó na zona da Bobadela e um com a EN10 já em Santa Iria da Azóia.
É uma via gratuita que não está sequer sinalizada como sendo autoestrada. Devido ao local onde se desenvolve, possui uma envolvente bastante peculiar, com o Estuário do Tejo a oriente e o Terminal de Contentores da Bobadela do lado oposto.
Traçado da A 30 no Google Maps e fotografias do Google StreetView

## Estado dos troços
| Troço                                   | Situação          | km  |
| --------------------------------------- | ----------------- | --- |
| Moscavide - Santa Iria de Azóia ( A 1 ) | Em serviço (1998) | 9,5 |

## Perfil
| Troço                         | Perfil | Extensão |
| ----------------------------- | ------ | -------- |
| Moscavide - Sacavém           |        | 2 km     |
| Sacavém                       |        | 0,2 km   |
| Sacavém - Santa Iria da Azóia |        | 7,3 km   |

## Saídas

### Moscavide - Santa Iria da Azóia
| Número da Saída                                               | Nome da Saída                               | Estrada que liga |
| ------------------------------------------------------------- | ------------------------------------------- | ---------------- |
|                                                               | Lisboa (Av. Infante D. Henrique)            | A 2 A 6          |
| 1                                                             | SUL NORTE CRIL                              | A 12 A 1 A 36    |
| 2                                                             | Lisboa (Parque das Nações)                  |                  |
| 3 (Saída no sentido Sul-Norte) (Entrada no sentido Norte-Sul) | Sacavém Bobadela                            | N 10             |
| 4                                                             | Alverca São João da Talha                   | N 10             |
|                                                               | Vialonga Santa Iria de Azóia NORTE / Lisboa | N 115-5 A 1      |